# Taabo-Village
Taabo-Village est une localité du sud est de la Côte d'Ivoire et appartenant au département de Tiassalé, dans la Région des Lagunes. La localité de Taabo-Village est un chef-lieu de commune.